# Bcl-xL

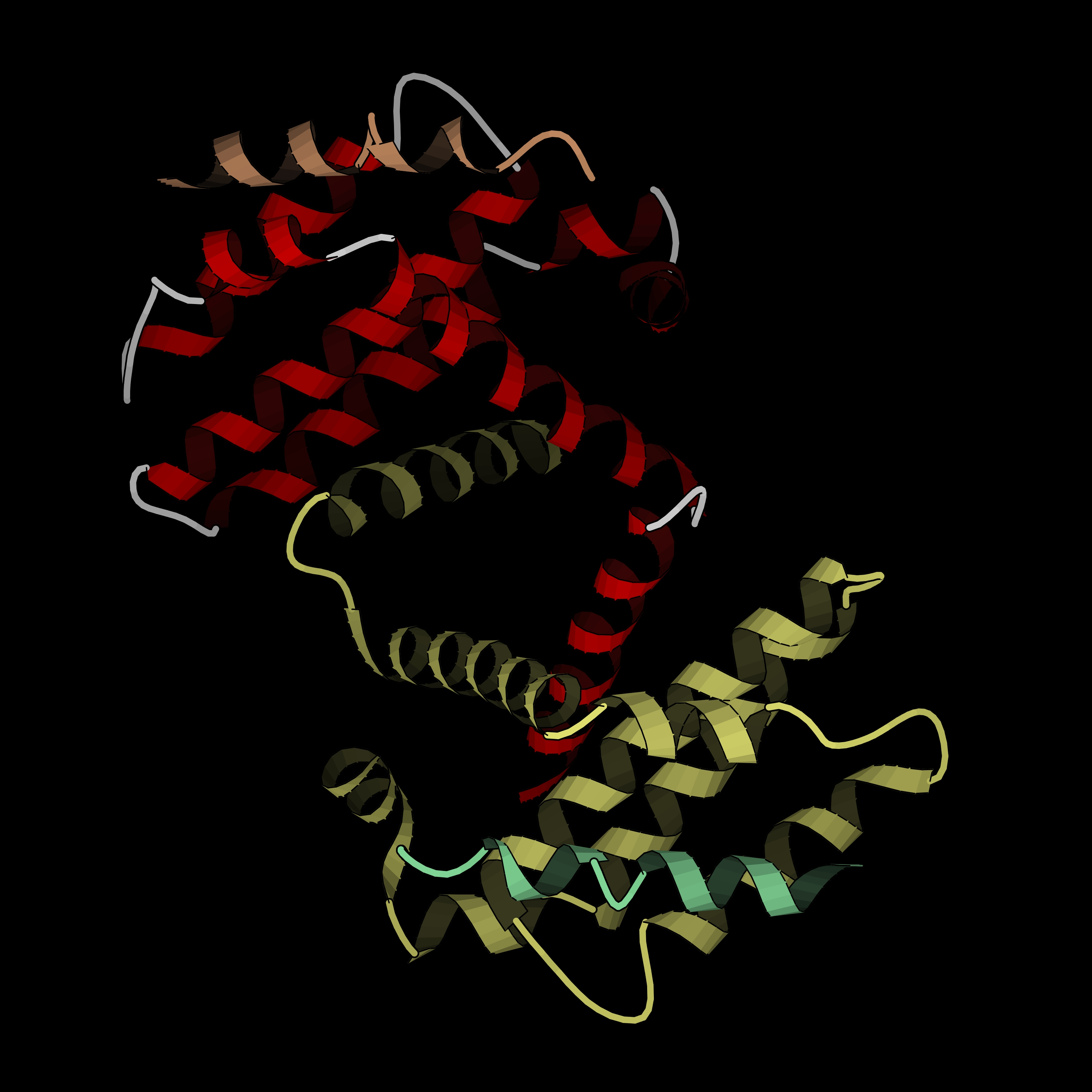
Bcl-xLのX線結晶構造。分解能 1.76 Å。

Bcl-xL（B-cell lymphoma-extra large）は、BCL2L1遺伝子にコードされる、ミトコンドリアの膜貫通分子である。Bcl-2ファミリーのメンバーであり、シトクロムcなどミトコンドリアの内容物の放出を防ぐことで抗アポトーシスタンパク質として作用する。シトクロムcの放出はカスパーゼの活性化、そして最終的にはプログラム細胞死を引き起こす。

## 機能
アポトーシスの分野では、細胞死が行われるかどうかはアポトーシス促進性と抗アポトーシス性のBcl-2ファミリータンパク質の相対量によって決定される、という概念が確立されている。より多くのBcl-xLが存在すると、ミトコンドリアのポアのアポトーシス促進分子に対する透過性は低下し、細胞は生存する。しかし、BaxやBakが活性化されるとBcl-xLはゲートキーパーであるBH3-only型因子（Bimなど）によって隔離され、ポアの形成、シトクロムcの放出、そしてカスパーゼカスケードとアポトーシスイベントが開始される。
Bcl-xLの正確なシグナル伝達経路は不明であるが、Bcl-xLのアポトーシス誘導機構はBcl-2とは大きく異なると考えられている。化学療法薬であるドキソルビシンによるアポトーシスの誘導に対し、Bcl-xLはBcl-2よりも約10倍高い抗アポトーシス活性を示し、またシトクロムcの残基に特異的に結合してアポトーシスを防ぐことができる。さらに、Apaf-1に直接作用することでカスパーゼ-9との複合体の形成を防ぐことが線虫ホモログで示されている。

シグナル伝達経路の概要

## 臨床的意義
マウスでのBcl-xLの機能不全は、赤血球の産生不全、重度の貧血、溶血、そして死を引き起こす。Bcl-xLはヘムの産生に必要であることも示されており、前赤芽球が生存して赤血球になるために受けるべき生存シグナルの半分を担っていると推定される、主要な生存因子である。Bcl-xLのプロモーターにはGATA1とSTAT5の結合部位が含まれている。このタンパク質は分化の過程で蓄積され、赤血球前駆細胞の生存を保証する。鉄の代謝とヘモグロビンへの取り込みはミトコンドリア内で行われるため、Bcl-xLは赤血球のこの過程を調節するというさらなる役割を果たしていることが示唆されており、赤血球が過剰産生される疾患である真性多血症にも関与している可能性がある。
他のBcl-２ファミリーのメンバーと同様、Bcl-xLはがん抑制因子であるp53の機能阻害によるがん細胞の生存に関与していることが示唆されている。マウスのがん細胞では、Bcl-xLを持つものは生存することができるが、p53だけを発現するものはわずかな期間で死滅した。
Bcl-xLはさまざまな老化細胞除去薬の標的となる。老化したヒト臍帯静脈内皮細胞の細胞培養の研究では、フィセチンとケルセチンの双方がBcl-xLを阻害してアポトーシスを誘導することが示されている。フィセチンはケルセチンの約2倍の作用を持つ。